# Sandra Barclay

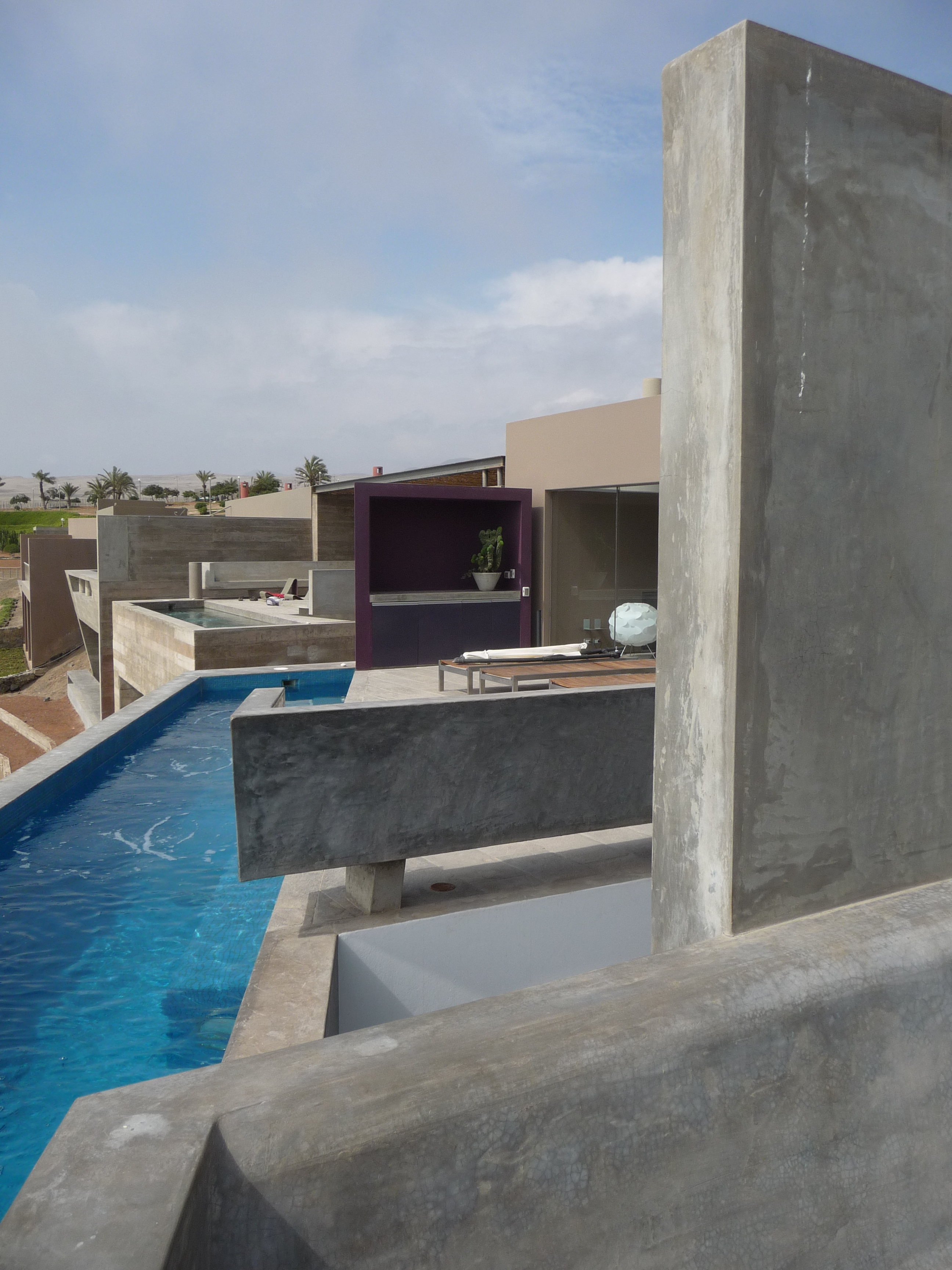
Casas VEDOBLE, Barclay & Crousse, Cañete, Perú, 2009

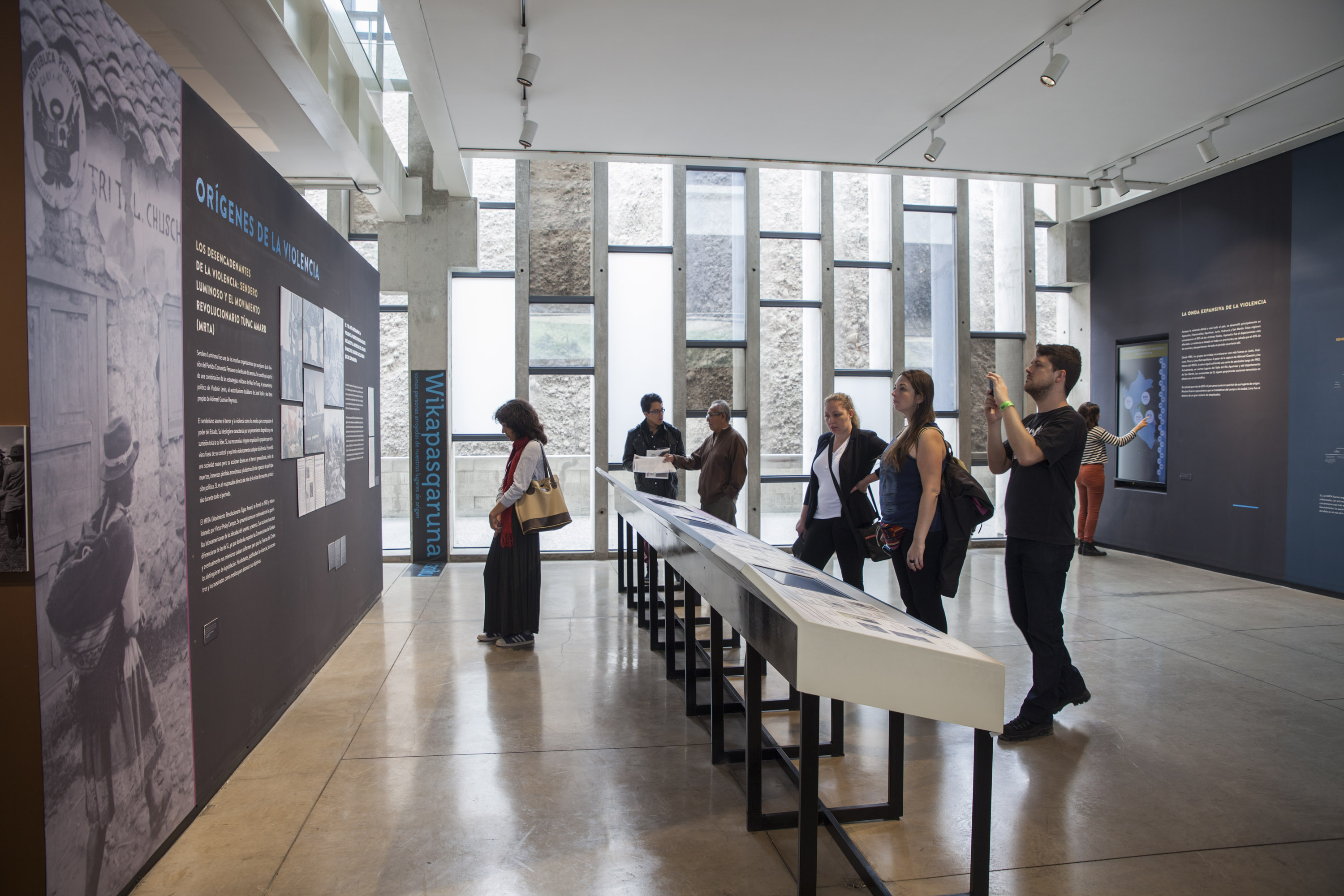
Lugar de la Memoria, Lima, Barclay & Crousse

Sandra Barclay (Lima, Perú, 1967) es una arquitecta peruana ganadora dos veces del Premio Hexágono de Oro en 2014 y 2018, del Premio de la Bienal Internacional de Arquitectura de Buenos Aires edición 2013, el Premio Bienal de Arquitectura Latinoamericana y el Premio CICA de Arquitectura Latinoamericana, otorgado por el Comité Internacional de Críticos de Arquitectura.

## Primeros años
El hecho de que su padre fuera arquitecto y constructor, le permitió familiarizarse tempranamente con la arquitectura y ya acabando el colegio, se decidió a seguir la profesión de él. Recuerda con mucho placer los paseos cuando tenía 4 años a la obra en construcción de la casa que su padre había diseñado para su familia y asegura que esta experiencia del proceso la marcó profundamente.
Entre 1986 y 1990 estudió arquitectura en la Universidad Ricardo Palma de Lima (URP) y emigró a Francia entre 1990 y 1993 donde estudió y se graduó como arquitecta en la Escuela de Arquitectura de París-Belleville. Con su tesis obtuvo, en 1993, el Premio Robert Camelot al mejor diploma, otorgado por la Academia de Arquitectura de Francia.
De esta etapa formativa reconoce la influencia de dos grandes maestros,  de sus dos mundos y procesos proyectuales, la experiencia en el taller de Juvenal Baracco durante sus años en la URP  y sus dos años de experiencia en el taller de Henri Ciriani para obtener la equivalencia de su título peruano en París. De Juvenal Baracco reconoce haber aprendido el entusiasmo y la convicción por la profesión y por la idea de que el proyecto es siempre perfectible. Heredó también de esta etapa el trabajo sobre la volumetría a través de la construcción de maquetas, tarea que ella misma realiza luego de acordar la idea central con su socio. De Henri Ciriani reconoce haber aprendido a trabajar el espacio con rigor y la búsqueda de sus cualidades, para siempre mejorar las condiciones del hombre, como así también el trabajo desde el interior de la arquitectura, la definición de la forma del espacio, los elementos que lo componen, el estudio de la luz, las sensaciones que se logran, etc. Esta amalgama define su proceso proyectual.

## Trayectoria
Al inicio de sus estudios en la URP conoció a  Jean Pierre-Crousse y ganaron juntos el segundo puesto en el Concurso Europan en la ciudad de Le Havre, el concurso para la Reestructuración del Museo de la misma ciudad y, asociados con Laurent y Emmanuelle Beaudouin, abrieron, en 1994, su oficina de arquitectura con sede en París, Barclay&Crousse Architecture.
Vivieron y trabajaron 17 años en Europa y allí nacieron sus dos hijos, hasta que la propuesta de diseñar una serie de casas en la playa peruana cambió su rumbo. En 2001 diseñaron tres casas entre la playa y el desierto, la Casa B, la Casa M y la Casa Equis, premiadas en 2004, entre otros con el  Record Houses de la revista internacional Architectural Record. A raíz de estos encargos, en 2006, decidieron trasladarse a Lima, Perú, donde fundaron la nueva sede de Barclay & Crousse Architecture, manteniendo su actividad en Francia a través de Guilhem Roustan y Jena Marc Viste, socios en el nuevo estudio parisino Atelier Nord-Sud.
En 2006 inició sus estudios de posgrado en la Maestría en Territorio y Paisaje en la Universidad Diego Portales en Chile, obteniendo su título de Máster en 2013.
Trabaja en su estudio de Lima y ejerce desde 2006 como profesora en la Pontificia Universidad Católica del Perú.

## Reconocimientos
El trabajo de Barclay & Crousse Architecture incluye una amplia gama de programas y se centra tanto en la relación con el paisaje y el bienestar humano a través de la pertinencia de su uso, el espacio y la luz. El objetivo de su trabajo es mejorar el entorno natural y construido con un enfoque racional y sostenible, en el que el ser humano es un tema central. Su trabajo ha sido reconocido, entre otros, con el Premio CICA a la Arquitectura Latinoamericana 2013 por el Museo de la Memoria en Lima, otorgado por el Comité Internacional de Críticos de Arquitectura y con el Premio Bienal de Arquitectura Latinoamericana 2013 en la XV Bienal Internacional de Arquitectura de Buenos Aires. En 2014 fueron nominados Premio Mies Crown Hall Americas por el Lugar de la Memoria (2014) y la Casa Equis (2003) dos de sus proyectos más premiados.
Recibió el Premio Hexágono de Oro en la XVI Bienal de Arquitectura Peruana realizada en 2014 y el Premio Oscar Niemeyer 2016 por el Lugar de la Memoria, realizado junto a Jean Pierre-Crousse.
Obtuvieron por segunda vez el Hexágono de Oro en 2018, por el Aulario E de la Universidad de Piura.
En 2018 fue elegida Woman Architect of the Year, premio otorgado por The Architectural Review y The Architects’ Journal.
En el 2019, fue elegida doctor honoris causa por la Universidad de Piura.